# Српски народно-црквени сабори у Карловачкој митрополији
Српски народно-црквени сабори у Карловачкој митрополији су представљали једну од најважнијих институција Срба у Хабзбуршкој монархији.
Српски народно-црквени сабори у Карловачкој митрополији су више од два века (1708 – 1911) вршили не само изборе архиепископа, касније патријарха, него су и решавали о многим другим народно-црквеним, просветним, па и о чисто политичким потребама Срба под аустро-угарском влашћу.

## Српски народно-црквени сабори у Карловачкој митрополији 1708 – 1911
| Сабори               | Место                 | Период     |
| -------------------- | --------------------- | ---------- |
| Крушедолски сабор    | Манастир Крушедол     | 1708.      |
|                      | Манастир Крушедол     | 1710.      |
| Сабор 1713.          | Сремски Карловци      | 1713.      |
|                      | Сремски Карловци      | 1714.      |
|                      | Сремски Карловци      | 1715.      |
|                      | Сремски Карловци      | 1716.      |
|                      | Сремски Карловци      | 1717.      |
|                      | Даљ                   | 1718.      |
|                      | Манастир Хопово       | 1721.      |
| Сабор 1722.          | Петроварадински шанац | 1722.      |
| Сабор 1726.          | Сремски Карловци      | 1726.      |
|                      | Београд               | 1730.      |
|                      | Сремски Карловци      | 1731.      |
|                      | Београд               | 1732.      |
|                      | Сремски Карловци      | 1735.      |
| Сабор 1744.          | Сремски Карловци      | 1744.      |
| Сабор 1748.          | Сремски Карловци      | 1748.      |
| Сабор 1749.          | Сремски Карловци      | 1749.      |
| Сабор 1769.          | Сремски Карловци      | 1769.      |
| Сабор 1774.          | Сремски Карловци      | 1774.      |
| Сабор 1780.          | Сремски Карловци      | 1780.      |
| Темишварски сабор    | Темишвар              | 1790.      |
| Сабор 1837.          | Сремски Карловци      | 1837.      |
|                      |                       | 1839.      |
| Сабор 1842.          | Сремски Карловци      | 1842.      |
| Мајска скупштина     | Сремски Карловци      | 1848.      |
| Благовештенски сабор | Сремски Карловци      | 1861.      |
| Сабор 1864.          | Сремски Карловци      | 1864.      |
| Сабор 1865.          | Сремски Карловци      | 1865.      |
| Сабор 1869.          | Сремски Карловци      | 1869.      |
|                      |                       | 1870.      |
|                      |                       | 1871.      |
|                      |                       | 1872.      |
|                      |                       | 1874/5.    |
|                      |                       | 1879.      |
|                      |                       | 1881.      |
|                      |                       | 1892.      |
| Сабор 1908.          | Сремски Карловци      | 1908.      |
|                      | Сремски Карловци      | 1910-1911. |

## Одржавање сабора
Претеча народно-црквених сабора у Хазбуршкој монархији је народно-црквени сабор одржан у Београду (18) 28. јун 1690. године. У време Великог бечког рата, када се аустријска војска повлачила из Србије.
Први Српски народно-црквени сабор, после Сабора у Баји (1694), одржан је 1708. y Манастиру Крушедолу, у циљу избора новог архиепископа. Сабор је отворио изасланик аустријског цара, као што су и све тадашње сталешке саборе отварали специјални царски изасланици или опуномоћници. Чланови овога Сабора били су, углавном, црквени великодостојници. Доцније је право отварања овога Сабора припало угарској влади, пошто се јурисдикција Карловачке митрополије углавном простирала у земљама круне Св. Стевана, највећим делом у хабзбуршкој Краљевини Угарској, а такође и у Краљевини Славонији, Краљевини Хрватској, Војној крајини, Тамишком Банату и Кнежевини Трансилванији. Делом се јурисдикција митрополије простирала и на Буковину. Тако су Срби Карловачке митрополије, с једне стране, били заступани у сталешким саборима Хрватске и Славоније и Угарском сабору, а с друге пак стране они су имали и своје народно заступништво у Народно-црквеним саборима, које је постајало утолико значајније што је број световних чланова тога Сабора више растао.
Само на првих неколико Сабора преовлађивао је број црквених лица над бројем световних. У доцнијем времену ушло је у праксу, a после тога је било и озакоњено, да се поред архиепископа, епископа и свештенства, чији је број у свему износио једну трећину чланова, бира и две трећине чланова Сабора из реда световњака. У томе времену одређен је и сталан број чланова сабора, као и начин како се бирају. Тако је на Народно-црквени сабор који је 1749. одржан дошло, уз 25 лица свештеног чина, још и 25 крајишких официра и 25 представника грађана и сељака из целе митрополије. 1779. године, једном царском Деклараторијом, та сразмера била је озакоњена и није мењана све до последњег Сабора, само што је 1871, после укидања Војне Крајине, било одређено да на место 25 крајишких официра сам народ бира још 25 својих представника. У току првих неколико деценија 18. века чланове ових Сабора именовали су сами архиепископи и митрополити по својим епархијама, a они су именовали само најугледније богате људе, „бојаре". Доцније је право избора пренесено на ондашња три главна сталежа у српском народу на подручју митрополије. По тој одредби су после тога времена свештеници, крајишници и грађани са сељацима, сваки за себе бирали по 25 посланика. По изборном реду који је донесен 1871, тај начин избора био је измењен тако што је било уређено да оба сталежа, свештенички и световњачки, по нарочито одређеним изборним срезовима и по тачно утврђеном броју, по сразмери душа у епархијама, заједнички бирају свих 75 посланика, од којих 25 морају бити свештена лица, a 50 лица могу бити представници свих друштвених редова.
Стално седиште Српских народноцрквених сабора постали су Сремски Карловци, где је било и главно седиште митрополије и архиепископије, али су Сабори, нарочито у ранијим временима, одржавани и у другим местима. Тако је Сабор из 1694. одржан у Баји, 1718. у Даљу, 1722. у Новом Саду, 1790. у Темишвару, 1708. и 1710. у Крушедолу a два Сабора одржана су и у Београду, 1730. и 1732. године. За више од две стотине година одржано је у свему 47 Српских народно-црквених сабора, a последњи је одржан у мају 1910. године у Сремским Карловцима. Од поменутих 47 сабора њих деветнаест имало је задатак да бира архиепископа и митрополита карловачког, и то су били изборни Сабори, док су осталих 28 Сабора били привилегијално-расправни, разуме се у оквиру аутономије коју су имали, a често и ван оквира те аутономије, јер су се Сабори бавили и расправљањем чисто политичких питања.
Од привилегијално-расправних Сабора један од најважнијих био је онај који је 1769. године одржан у Сремским Карловцима. Он је донео неколико важних закључака који су, нешто доцније, послужили као основа за Деклараторију која је донесена 1779, a та Деклараторија је у ствари први народно-црквени устав хабзбуршких Срба. По значају, иза овога Сабора не заостаје ни Сабор који је 1790. одржан у Темишвару, који је имао чисто политички карактер и који је Аустрији послужио као адут у политичкој борби са Мађарима. Од интереса је поменути да је тај Сабор, уз 75 својих редовних чланова, имао још и 25 чланова Срба, „бојара" из Угарске, тако да је бројао у свему 100 чланова бираних из световних редова. Темишварски сабор донео је неколико важних закључака у погледу на потребе српске аутономије у Хабзбуршкој монархији, a сем тога тражио да ce, у смислу дарованих повластица, одреди засебна територија у Банату за Србе, како би се што боље очували од туђих и понајвише мађарских утицаја. Сличне закључке донео је и најстарији Сабор који је одржан у Баји 1694. године, који се састао по позиву патријарха Арсенија III Чарнојевића и српског подвојводе Јована Монастерлије.
Међу значајније политичке Саборе спада, свакако, и Мајска скупштина која је 1848. године одржана у Сремским Карловцима. На тој скупштини донесен је закључак да се поведе борба са Мађарима у циљу одбране народних и црквених права. То је, у ствари, била једна револуционарна народна скупштина којој су присуствовали не само Срби из Хабзбуршке монархије, него и Срби из Кнежевине Србије, и она је за српског војводу изабрала пуковника Стевана Шупљикца, a карловачком архиепископу и митрополиту Јосифу Рајачићу дала је звање патријарха. После те знамените скупштине, одржан је још један, такође политички важан, Сабор Срба из Карловачке митрополије. То је био сабор који је 1861. у Сремским Карловцима, након укидања Војводства Србије и Тамишког Баната 1860. године, изнео захтеве да се обнови Српска Војводина, организована на националној основи. То је био акт чисто политичке природе, коме није било суђено да ступи на снагу јер је Аустрија, после постигнутог споразума са Мађарима, подручје некадашњег војводства оставила под управом Угарске и оно под угарском влашћу није уживало никакав аутономан статус.

## Политичка организација
Карловачка митрополија је под својом јурисдикцијом имала велику територију, која се протезала од Хрватске до Буковине. Ова подручја су, у политичком смислу, била подељена на више територија Хабзбуршке монархије. Седиште митрополије, Сремски Карловци, налазило се у саставу Војне крајине, а током револуције из 1848-1849. у саставу Српске Војводине, чије су прокламоване границе обухватале западни Банат, Бачку, Барању и највећи део Срема. Један део тих простора држала је Аустрија под својом влашћу већ од краја 17. века, изузевши Банат и доњи Срем који су остали под турском управом и после Карловачког мира који је склопљен 1699. године. Ta два подручја су такође припала Аустрији после мира склопљеног у Пожаревцу 1718, a 1739, после Београдског мира, реке Дунав и Сава су постале граница између двеју царевина, Османске и Хабзбуршке, чиме је и Карловачка митрополија према Османском царству добила своју дефинитивну границу. На великој територији те митрополије живео је, још од средњег века, велики број Срба и других словенских племена, a њихов број се стално повећавао доласком нових насељеника који су са Балкана, повлачећи се испред Турака, насељавали те крајеве по дозволи аустријских власти. У томе историјском процесу који је дуго трајао, најважнија је била Велика сеоба Срба под пећким патријархом Арсенијем Чарнојевићем, последњих година 17. века. Ти досељеници насељени су, готово искључиво, у границама будуће Карловачке митрополије на чијој су територији, благодарећи привилегијама које је код цара Леополда израдио патријарх Чарнојевић, имали верску a донекле и политичку аутономију која је била дата не само Србима који су тада досељени, него и Србима староседеоцима. Отуда долази и чињеница да ce, у једној чисто црквено-административној области, у границама Карловачке митрополије, развијао и један политички живот коме су, истина, тон давали карловачки митрополити и патријарси, али и живот у коме је сам народ, на основу своје црквене аутономије, могао да решава многа своја унутрашња чисто политичка питања.
Прву организацију православне цркве под Хабзбуршком монархијом извршио је патријарх Арсеније III Чарнојевић. Он није имао намеру да се са досељеним народом трајно насели у тим крајевима, јер је веровао да ће Аустрија, помоћу српских избеглица и Срба уопште, успети да потисне Турке и ослободи подручја некадашње средњовековне Србије. Ради тога је патријарх Чарнојевић тражећи од цара Леополда привилегије за досељене Србе и за православну цркву, тражио иста права и за Србе староседеоце и све Србе где год их има у тој царевини. Привилегијом коју је дао цар Леополд било је то право признато свима Србима, у свим крајевима у којима живе. Te тада дате привилегије биле су основ народној црквено-политичкој и просветној самоуправи коју су имали Срби у Карловачкој митрополији, и на основу њих, у ужем или ширем опсегу, што је зависило од благонаклоности двора и политичких прилика, развијао се и политички живот српског становништва тих крајева.
На основу те привилегије за архиепископа могао је да буде изабран само Србин, кога изабере Народно-црквени сабор. Архиепископ пак управљао је црквено-народним животом на основу старих обичаја, a како је патријарх под Турцима имао и нека световна права над Србима, та права су му била дата и том царском привилегијом. На тај начин народ је у области ове митрополије дошао до своје сеоске и градске самоуправе, па су Срби у селима и варошима могли живети у својим старим народним организацијама, по својим старим народним обичајима, и под управом својих народних власти, кнежева и других старешина, које сами изаберу.
Te повластице дале су основу за организацију народно-црквеног живота коме су тон и прописе давали Српски народно-црквени сабори, једна установа која је проистицала из оквира датих привилегија, коју су бирали црквени и световни сталежи. Сабори су дакле били једна верско-политичка аутономна установа, која је трајала преко 200 година и била центар најбољег дела свега културно-политичког рада у пространим областима Карловачке митрополије.
Разуме се да су Српски народно-црквени сабори служили митрополитима и архиепископима као снажан ослонац у одбрани народних права и привилегија које су врло често биле у опасности било од бечких било од пештанских властодржаца. Са ових сабора често су слате царевима тужбе и многобројне депутације којима је успевало да повољно реше много важних народно-политичких и верских питања. Противно томе, државне власти су веома често ометале рад и функције Сабора па су чак и толико успеле да међу Србима распире борбу између вишег свештенства и грађанских слојева, тако да је међу њима поведена упорна борба за превласт. Од тога времена многи Српски народни црквени сабори били су више на штету него на корист и народу и цркви, a та је борба учинила да су каснији Сабори код Срба у Хабзбуршкој монархији много изгубили од свога ранијег значаја и важности.
Сабори, уколико су држани у седишту митрополије у Сремским Карловцима, одржавани су у катедралној цркви Св. Николе, a доцније у разним другим просторијама, највише у сали карловачке градске општине. Тек крајем 19. века саграђен је у Карловцима Народни дом, са нарочитом саборском двораном, у којој је одржано неколико последњих Сабора.
Избори за Српски народно-црквени сабор у Сремским Карловцима, нарочито они из последњег периода, имали су велики политички значај и постојећим српским политичким странкама давали могућност афирмације. Тако је, на пример, на последњем Сабору, који је одржан 1910. године у Сремским Карловцима, већину имала Српска самостална странка, док је Народна радикална странка била у мањини.
Последњи Српски народно-црквени сабор Карловачке митрополије отворен је 29. маја 1910. године. Отварање читањем царевог рескрипта извршио је комесар угарске владе Јулије Рохоњи, угарски државни секретар који је рескрипт прочитао на мађарском језику. Томе Сабору био је главни задатак да обнови средишње народно-црквене аутономне власти, да изабере нови Саборски одбор, Митрополитски црквени савет и Народни школски савет, да изврши избор главног школског референта и изврши допуне неких аутономних одредаба. Сабор је у свему одржао 47 седница али су његови закључци остали неизвршени јер је угарска влада нашла за потребно да суспендује главне одредбе аутономне уредбе мотивишући тај корак тиме „што су Српски народно-црквени сабори, после 9 законског чланка од 1868. донели неке уредбе које су штетне по највиши краљевски надзор и крње мајестетска права".

### Органи српских народно-црквених сабора
Српски народно црквени сабори имали су и своје органе чији се делокруг да овако одредити:
- 1) Саборски одбор, који је био виша инстанција за црквено-административне послове. Уз то његово је било право да припрема предлоге за саборске расправе, да обнародује и извршује саборске закључке итд. Саборски одбор бирао је сам Сабор, a његов председник био је сам митрополит, a доцније патријарх. Чланови одбора били су још један епископ, два свештеника и пет световњака, посланика саборских.
- 2) Митрополијски црквени савет сачињавао је митрополит са 2 епископа, три свештеника и три световњака, a састајао се више пута на годину. Тај савет вршио је углавном оне функције које данас врши Велики духовни суд.
- 3) Народно-школски савет био је врховна надзорна власт свих српских вероисповедних школа и осталих просветних установа. Тај савет се састојао из главног школског референта и шест лица која је бирао Сабор, a његове функције су биле у старању око основне, средњошколске и више наставе и наобразбе Срба у митрополији.

Српски народно-црквени сабори имали су уз чисто верски и просветни карактер у оквиру верске аутономије и политички карактер који је био од великог значаја за Србе у Карловачкој митрополији, a нарочито за онај њихов део чији представници нису одлазили у далеко толерантнији Хрватски, већ у Угарски сабор. У оквиру те аутономије, Срби у Срему и остатку Војводине снажили су се морално и материјално; тим радом они су припремили читав један кадар интелигенције која је у обновљеној Србији, још од Карађорђева времена па до оснивања Велике школе у Београду и доцније, играла једну од најважнијих културних и политичких улога; они су, у томе истом оквиру, успели да развију велику културну, књижевну, уметничку и научну делатност чији се сав значај тек данас може правилно оценити. Напослетку, да није било те аутономије која је преко Сабора добивала већи значај него што га је стварно имала, не би било ни Српске Атине, ни онога утицаја које је то старо српско духовно средиште вршило у најкритичнијим временима српске националне историје.